# Zakochany Anioł
Zakochany anioł – polska komedia romantyczna z 2005 roku. Film jest kontynuacją komedii Anioł w Krakowie.

## Obsada
- Krzysztof Globisz – anioł Giordano
- Anna Radwan – Roma
- Jerzy Trela – Szajbusek, kloszard
- Kamil Bera – Karol
- Marta Bizoń – Irenka Rajska
- Janusz Gajos – Lupin, kloszard warszawski
- Mieczysław Grąbka - Węglarz
- Bartłomiej Świderski - Paweł
- Dorota Segda - Karioka
- Tomasz Schimscheiner - Anioł Lubega
- Andrzej Kozak - Anioł Rafael
- Sonia Bohosiewicz - Malutka
- Rafał Dziwisz - Anioł, asystent Lubegi
- Grzegorz Łukawski - Zbir I i Złodziej
- Grzegorz Mielczarek - Zbir II
- Piotr Pilitowski - Zakonnik I
- Andrzej Deskur - Zakonnik II
- Jacek Wojciechowski - Elvis
- Marcin Kuźmiński - lekarz
- Jadwiga Lesiak - Babcia w parku
- Jaś Uss Wąsowicz - Amorek (głosu użyczył Dariusz Gnatowski)
- Marek Litewka - Pacjent
- Agata Moszumańska - Pielęgniarka I
- Martyna Peszko - Pielęgniarka II
- Jagoda Pietruszka - Pielęgniarka w recepcji
- Lena Schimscheiner - dziewczynka
- Andrzej Sadowski - listonosz
- Artur Więcek "Baron" - artysta
- Eugenia Horecka - sąsiadka starsza
- Renata Nowicka - sąsiadka młodsza
- Zbigniew Fijałkowski "Szajbus" - pijak pod bramą
- Marek Lelek - kierowca ciężarówki
- ze specjalnym udziałem Grażyny Szapołowskiej

## Fabuła
Giordano, bohater Anioła w Krakowie, czuje się w Krakowie jak u Pana Boga za piecem. Opiekuje się 10-letnim Karolem, synem zmarłej Hanki, przyjaźni się z Szajbuskiem i dzięki mocom wykonuje przynajmniej jeden dobry uczynek dziennie. Któregoś dnia Giordano traci moc i odkrywa swoją męską tożsamość, co doprowadza go do załamania nerwowego, po czym trafia do szpitala psychiatrycznego w Warszawie. Szajbusek z pomocą poznanego Lupina odbija Giordana. Gdy wracają do Krakowa, Giordano trafia na wizytę do psychoterapeutki Romy i zakochuje się w niej.

## Nagrody
2006:
- nominacja do Orła za drugoplanową rolę męską – Jerzy Trela
- Srebrny Granat na Festiwalu Filmów Komediowych w Lubomierzu